# 鄭道興
鄭道興（16世紀—16世紀），字在興，福建泉州府惠安縣邑內下村人，明朝政治人物。

## 生平
鄭道興是嘉靖三十七年（1558年）戊午科福建鄉試舉人，萬曆十一年（1583年）授建安教諭，文章有修養獲上級重視，調南安推官，判案明決，懲罰嚚訟、勸戒侵漁，名聲大著，陞懷慶同知，孟津縣內有河湍急易崩堤，他設法修築令水不為災，為政寬和，而奸人也不敢放肆，再陞銅仁知府，赴任期間去世，有《纂玄條議》二草流傳。

## 引用
1. 1 2  雍正《惠安縣志·卷二十四·循良》：鄭道興，字在興，邑內下村人，嘉靖戊子【戊午】舉人，萬歷癸未教諭建安，以文章德器見重當道；遷南安府推官，懲嚚訟、戒侵漁，大著能聲，陞同知懷慶，孟津下河悍激易崩，隨方設法脩築，水不為災。政尚寬和，而奸猾亦不得肆其惡，屢登薦刻，陞守銅仁卒于道，所著《纂玄條議》二草。
2. ↑  乾隆《南安府志·卷十一》：鄭道興，惠安舉人，萬歷十八年任推官，廉慎明決，有事執持，官終知府。